# La cena de los generales
La guerra de los generales és una obra de teatre, escrita pel dramaturg espanyol José Luis Alonso de Santos el 1998, encara que no estrenada fins a deu anys més tard.

## Argument
Ambientada en 1939, i narrada en to de comèdia, després del final de la Guerra civil espanyola, es decideix organitzar un sopar en el Hotel Palace de Madrid a la qual assistiran com a comensals els generals del bàndol victoriós. El tinent Medina, responsable de coordinar l'esdeveniment, ha de bregar amb les dificultats plantejades pel maître Genaro, que li reconeix que els cuiners de tan il·lustre restaurant estan tots en la presó per comunistes.

## Estrena
- Teatro Lope de Vega, Sevilla, 16 d'octubre de 2008.[3]
  - Direcció: Miguel Narros.
  - Escenografia: Andrea D'Odorico.
  - Intèrprets: Sancho Gracia (Genaro), Juanjo Cucalón (Medina), Lorenzo Area, Antonio Escribano, Jesús Prieto, Emilio Gómez, Víctor, Manuel Dogar, César Oliver, Luis Muñiz, Adolfo de Grandy, Ana Goya, Candela Arroyo, Juan de Mata, Lucía Bravo, Virginia Mateo, Luis Garbayo, Borja Luna, Tomás Calleja.